# Понтій Карфагенський
Понтій Карфагенський, або Понтій Диякон, (помер у середині III століття) — християнський святий і латинський автор із Карфагена. Він служив дияконом під керівництвом Кипріяна Карфагенського (бл. 200–258) і написав «Vita Cypriani» («Життя Кипріяна») невдовзі після смерті Кипріяна.

## Життєпис
Про Понтія збереглася лише одна згадка, коротка згадка в «De viris illustribus» Єроніма («Про знаменитих людей») 68:
Понтій, диякон Кипріяна до дня страсті, пережив разом з ним вигнання, залишив чудовий том життя і пристрасті Кипріяна.
Диякон Кипріяна Понтій, який до дня своєї мученицької смерті пережив разом із ним вигнання, написав чудову книгу про життя і пристрасті Кипріяна.
Хоча в переданому Житті Кипріяна автор не ідентифікований, Єронім явно пише про цей твір. Єдина інша інформація походить із власних висловлювань автора: він пише частково з того, що сам був свідком чи чув від людей старшого віку; він супроводжував Кипріяна у вигнанні в Курубіс, сучасна Корба. З передмови випливає, що Понтій не знав жодного іншого звіту про мученицьку смерть Кипріяна на той час, коли він писав.
Поза цим мало що безсумнівно. Алюзії та криміналістичний стиль свідчать про те, що Понтій мав бути добре освіченим, володіючи знаннями як Біблії, так і світської риторики. Герман Дессау відзначив збіг напису в маленькому містечку Курубіс місцевому магістрату на ім’я Понтій і припустив, що похвала місту у творі та бажання автора пов’язати місто з мученицькою смертю Кипріяна можуть відображати місцевий патріотизм. Інші вчені або відкидають це, або вважають це недоказаним.

## Праця
Рукописи дають назву твору Vita Cypriani («Життя Кипріяна»), тоді як Ієронім (див. вище) називає його Vita et passio Cypriani («Життя і мученицька смерть Кипріяна»). Посилання на Джерома не може розглядатися як заголовок; але це, безперечно, те, що книга чітко розділена на дві частини, одна присвячена життям Кипріяна, друга — подіям, які передували його мученицькій смерті. У передмові до твору Понтій висловлює жаль з приводу того, що були детальні розповіді про мученицькі смерті мирян, але жоден з єпископів, як Кипріян, не мав так багато вартого розповіді навіть без мучеництва (1, 2). Розділи з 3 по 10 розповідають про діяльність Кипріяна з моменту його навернення, тоді як у розділах 11-19 описано судове засідання перед двома різними проконсулами, їхні вироки та остаточну мученицьку смерть Кипріяна.
Хоча Понтій знав Кипріяна особисто, багато хто з них був розчарований відсутністю детальної інформації в книзі. Частково це є результатом тенденції Понтія лише натякати на речі, які він очікував, щоб його слухачі дізналися. Поряд з невеликою кількістю елементів із досвіду, як-от пророчий сон, який Кипріян мав під час заслання на Курубіс у 257 р. н.е. Протокол про це поширювався ще за життя Кипріяна і став частиною пізнішого оповідання про його мученицьку смерть, відомого як Acta Proconsularia. Понтій посилається на цей протокол (можливо, також на протокол другого слухання в 258 р. н.е.) і дає вільніший і менш детальний звіт. Іншим впливом є Passio Perpetuae et Felicitatis, більш ранньої розповіді про карфагенських мучеників, що мотивує його рішення написати не лише пристрасть, а й розповідь про життя Кипріяна.
Кипріян за життя був суперечливою фігурою; і навіть після смерті Понтій відчув потребу відреагувати на деякі критики, які він отримав. Життя набуває особливо апологетичного характеру в трактуванні обрання Кипріяна на єпископа, яке заперечували деякі карфагеняни (5, 6), і рішення Кипріяна переховуватися під час переслідування Декіана у 250 р. н.е., а не зазнати мученицької смерті (7-8).
Адольф фон Гарнак вважав, що, хоча життєпис не може бути написаний відразу після смерті Кипріяна, останній розділ та інші створюють враження, що мученицька смерть Кипріяна була зовсім недавно, і тому приписує твір 259 р. нашої ери. Інші вважають за краще трохи пізнішу дату, коли більшість аудиторії Понтія знала б Кипріяна з його творчості, а не особисто.

## Виноски
1. ↑  Harnack (1913) 2; Mohrmann (1975) xii.
2. ↑  Pont. 2, 2 si quibus eius interfui, si qua de antiquioribus comperi, dicam ("I shall tell whatever I witnessed of his, whatever I have learned from my elders").
3. ↑  Pont. 12, 3 et me inter domesticos comites dignatio caritatis eius elegerat exulem voluntarium ("The judgement of his kindness had chosen me to as a voluntary exile among the companions of his house").
4. ↑  Pont. 1, 2.
5. ↑  Harnack (1913), 43-50.
6. ↑  Dessau (1916) and (1918).
7. ↑  Mohrmann (1975) xiii; Schmidt (1997) 434 "weder verifizierbar noch auch falsifizierbar" ("neither verifiable nor falsifiable").
8. ↑  Mohrmann (1975) xiii.
9. ↑  Mohrmann (1975) xvi.
10. ↑  Harnack (1911), 52; Mohrmann (1975) xvii.
11. ↑  Pellegrino (1955), 142; Mohrmann (1975), xxi.
12. ↑  11, 1 quid sacerdos dei proconsule interrogante responderit, sunt acta quae referant ("what the priest of God answered when the proconsul interrogated him is told in a report"). Cf. Schmidt (1997) 434.
13. ↑  Cf. Mohrmann (1975), xvii-xviii; Schmidt (1997) 435.
14. ↑  Pellegrino (1955), 62; Bastiaensen in Mohrmann (1975), 258.
15. ↑  Harnack (1913), 3.
16. ↑  Schmidt (1997), 433.

## Зовнішні посилання
- Sebastian Bialas. Pontius, Diakon von Karthago. // Biographisch-Bibliographisches Kirchenlexikon., Sp. 1252–1253}}.
- (in German) Pontius: Vita Caecilii Cypriani (German) from: The holy church father Caecilius Cyprianus’s collected writings / translated from the Latin by Julius Baer: (Library of the Church Fathers, series 1, volume 34) Munich 1918